# Ancistrotus aduncus
Ancistrotus aduncus är en skalbaggsart som beskrevs av Jean Baptiste Lucien Buquet 1853. Ancistrotus aduncus ingår i släktet Ancistrotus och familjen långhorningar. Inga underarter finns listade i Catalogue of Life.